# یان آئوگوست کیشلفسکی
یان آئوگوست کیشلفسکی (لهستانی: Jan August Kisielewski؛ ‏ ۸ فوریهٔ ۱۸۷۶ – ۲۹ ژانویهٔ ۱۹۱۸) نویسنده و نمایشنامه‌نویس اهل لهستان و از اعضای جنبش ادبی «لهستان جوان» بود. برادر او زیگمونت کیشلفسکی نیز یک نویسنده و از سربازان هنگ‌های لهستانی در جنگ جهانی اول بود.